# Catalogue of the African Plants collected by Dr. F. Welwitsch in 1853-61
Catalogue of the African Plants collected by Dr. F. Welwitsch in 1853-61 (abreviado Cat. Afr. Pl.) es un libro ilustrado con descripciones botánicas que fue escrito  por el matemático, botánico y briólogo inglés William Philip Hiern y que fue editado en Londres en 2 volúmenes en los años 1896-1901.